# Heart River, North Dakota
Heart River är en ca 290 km lång biflod till Missourifloden i North Dakota. Den har sina källor i Billings County och når Missouri vid Mandan. Området kring Heart River är rikt på arkeologiska lämningar.